# Рагнарёк

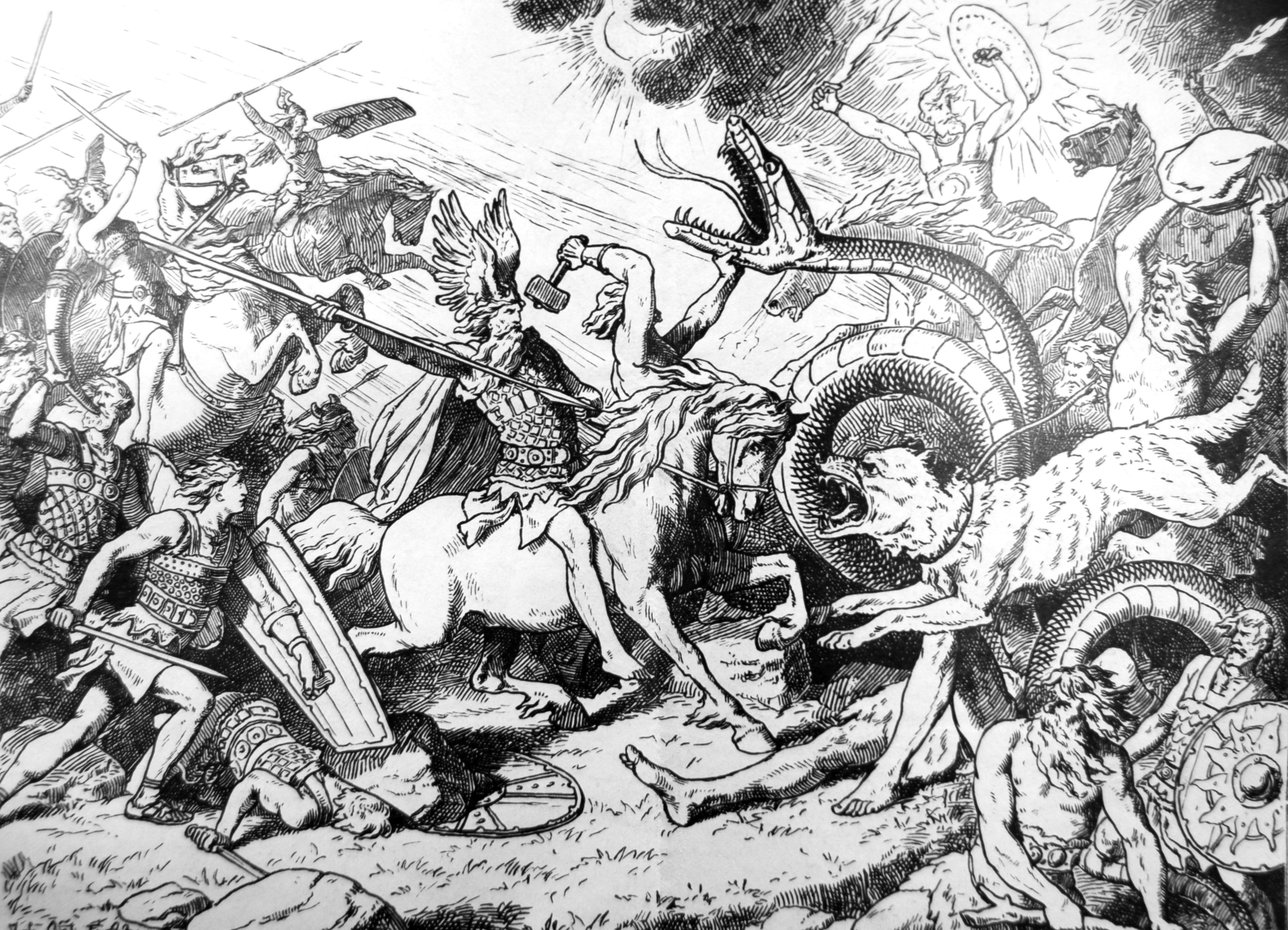
Рагнарёк (рисунок Йоханнеса Гертса)

Рагна́рёк, или Рагнаро́к (др.-сканд. Ragnarök, Ragnarøkkr, дословно — «Судьба богов», «Сумерки богов»), в германо-скандинавской мифологии — гибель богов и всего мира, следующая за последней битвой между богами и хтоническими чудовищами.

## Описание

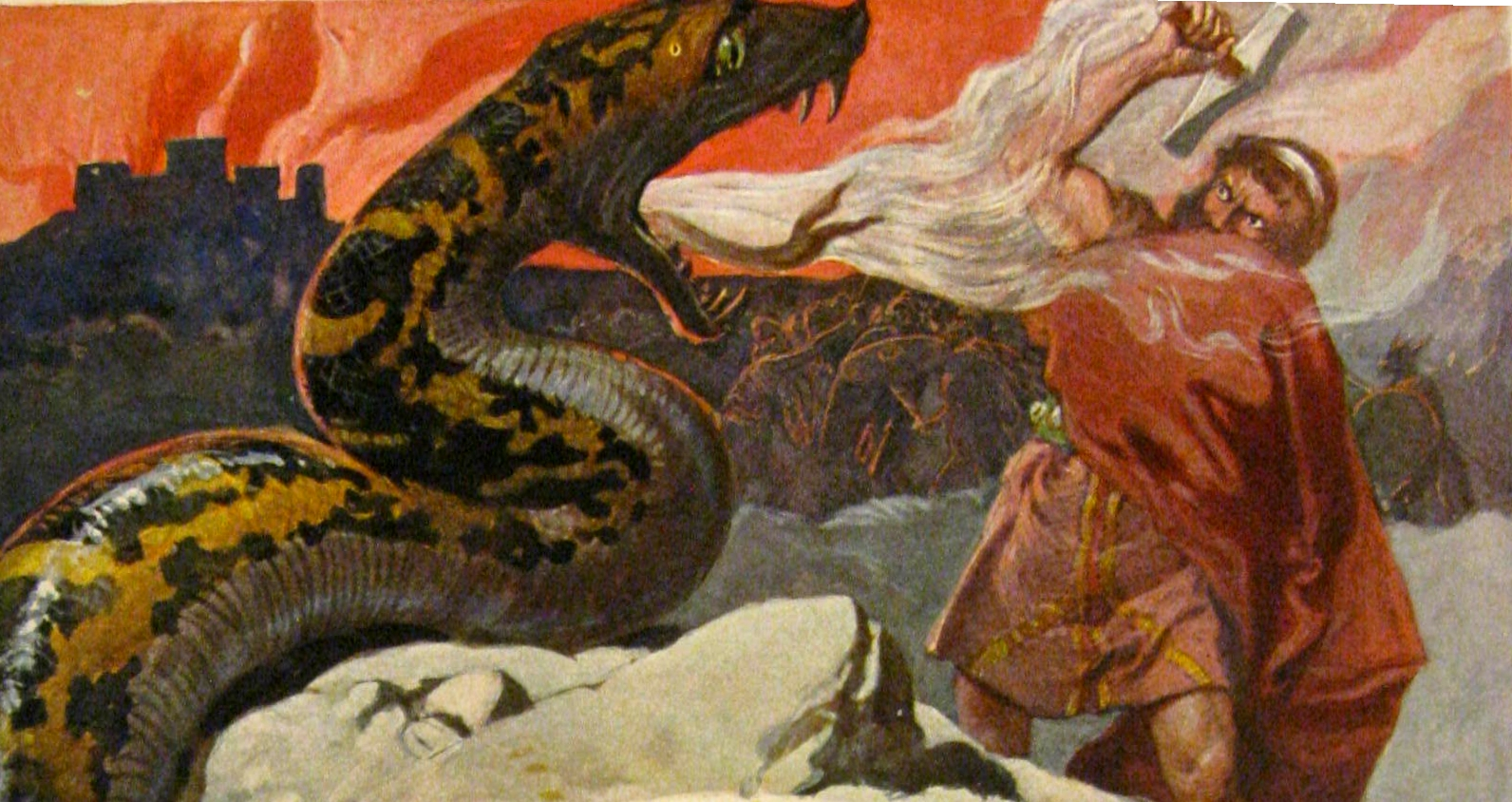
Тор и Йормунганд (Эмиль Доплер, 1905 год)

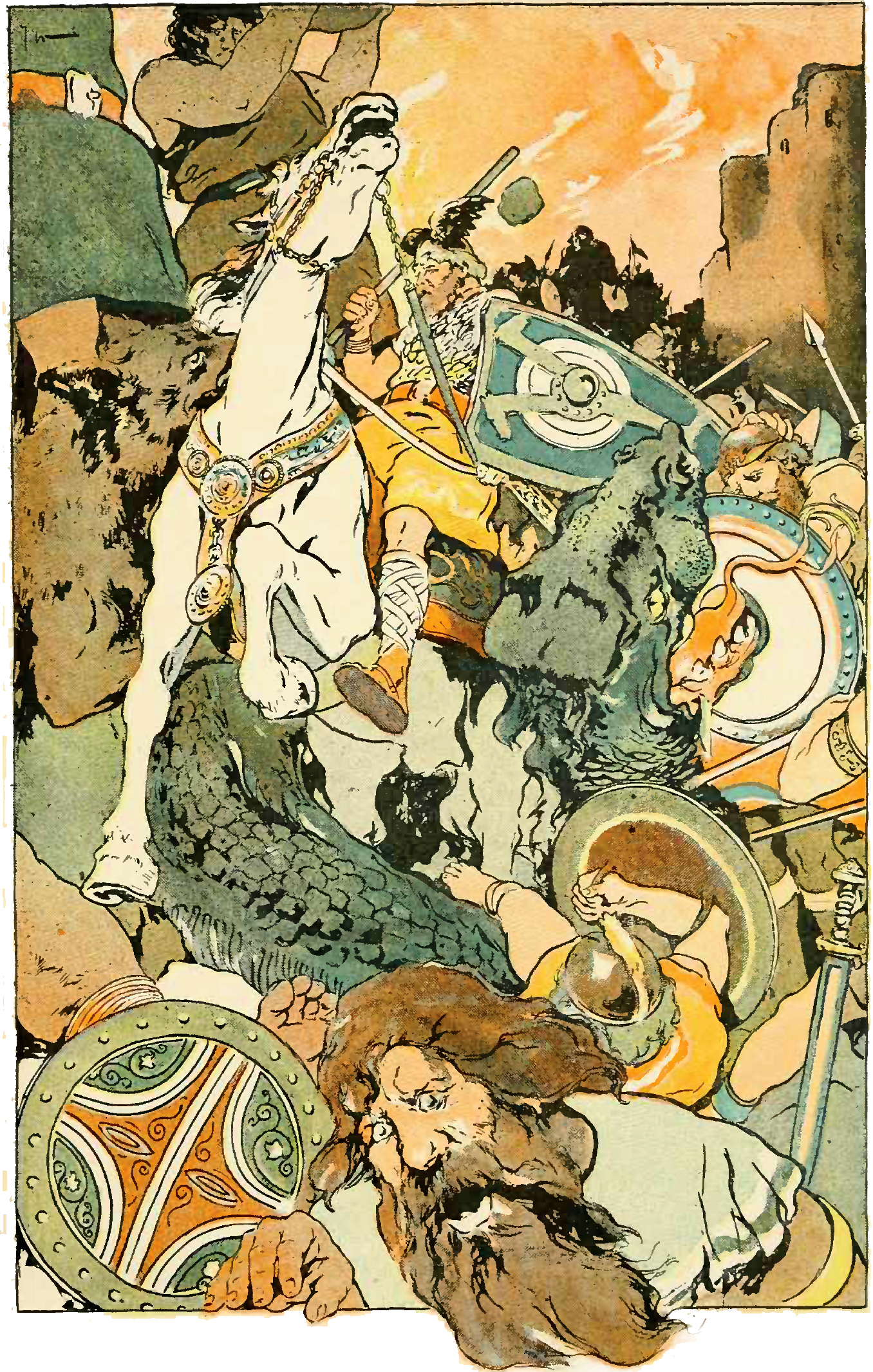
Битва Богов (Джордж Рук Райт, 1908 год)

Пророчество о Рагнарёке, согласно мифологическим источникам, было произнесено мёртвой провидицей Вёльвой, которую специально для этого на время вызвал из могилы Один.
Предвестием Рагнарёка явились смерть бога Бальдра (это событие повлияло на все 9 миров, принеся «фимбулвинтер», то есть вечную зиму), а затем нарушение родовых норм, кровавые распри родичей («детей сестёр»), моральный хаос. Сюжет о Рагнарёке присутствует в «Речах Вафтруднира», «Старшей Эдде» и «Младшей Эдде».
Согласно пророчеству, в день Рагнарёка чудовищный волк Фенрир освободится от своих пут. Его сын, громадный волк по имени Сколль (др.-сканд. Sköll — «предатель»), преследующий Солнце, наконец догонит его. Второй сын Фенрира, волк по имени Хати (др.-сканд. Hati — «ненавистник»), схватит месяц. А когда из глубин всплывёт мировой змей Йормунганд, море выйдет из берегов. К ним примкнёт и огненный великан Сурт с пылающим мечом, который выжжет землю; повелительница загробного царства Хель и бог лжи и обмана Локи вместе с инеистыми великанами — гримтурсенами и ётунами. Из Хельхейма приплывёт освобождённый потопом корабль Нагльфар с войском ётунов. Войско сынов Муспельхейма проскачет по радужному мосту Биврёст, который при этом разрушится.
Против них выступят все асы во главе с Одином и все эйнхерии, которых призовёт страж богов Хеймдалль, трубя в Гьяллархорн — «громкий рог». Перед битвой Один отправится к Мимиру, хозяину источника мудрости, испрашивая у него совета.
Битва произойдет на равнине Вигрид. Один сразится в битве с Фенриром и будет им убит, но сын Одина Видар тут же разорвёт пасть волка (или пронзит его мечом). Тор будет биться со змеем Ёрмунгандом и убьёт его, но и сам падёт от его яда. Бог Фрейр сразится с Суртом и, отдав свой меч слуге Скирниру, погибнет; Хеймдалль — с Локи; Тюр — с псом Гармом. Видя, что ни зло, ни добро не могут победить, великан Сурт соберёт всю убийственную мощь подвластного ему огня и обрушит её на землю, закончив таким образом битву Тьмы и Света.
Но за гибелью мира последует его возрождение: выживут и поселятся на месте, где раньше была долина Идаволл (в центре Асгарда), сыновья Одина — Видар и Вали, и сыновья Тора — Магни и Моди, которые унаследуют молот Мьёльнир. Возвратятся из царства мёртвых и примирятся между собой Бальдр и его невольный убийца — слепой бог Хёд. Выживут, укрывшись в роще Ходдмимир, два человека — Лив и Ливтрасир, которые вновь дадут начало новому человеческому роду.

## Этимология
Древнескандинавское слово Ragnarök: ragna — родительный падеж от regin — «владыки», «великие»; rök — «рок», «судьба», близкое др.-инд. rасаnаm, Праслав. *rokъ с тем же значением. Таким образом, «Рагнарёк» буквально значит «рок владык», по смыслу — «рок богов». «Frá ragnarökum» — 51-й миф из «Видения Гюльви» в «Младшей Эдде» на русский традиционно переводится как «Сумерки богов»; возможно, под влиянием окончания røkkr в слове Ragnarøkkr, что значит «закат». «Сумерки богов» (нем. Götterdämmerung), в частности, — название оперы Рихарда Вагнера.